# Fiskdammar
Fiskdammar är en sjö i Ängelholms kommun i Skåne och ingår i Rönne ås huvudavrinningsområde.